# Be-celem
Be-celem (hebr. בצלם, česky „K obrazu“ dle Genesis, v anglickém přepisu B'Tselem) je izraelská nevládní organizace, která sama sebe popisuje jako informační centrum pro kontrolu lidských práv na obsazených územích. Byla založena 3. února 1989 skupinou izraelských veřejných činitelů zahrnujících právníky, akademiky, novináře a poslance Knesetu. Cílem Be-celem je dokumentovat a informovat izraelskou veřejnost a politiky o porušování lidských práv na obsazených územích, bojovat se zatajováním informací o těchto jevech a tím pomáhat vytvářet kulturu respektování lidských práv v Izraeli.

## Činnost
O své činnosti Be-celem vydává pravidelně zprávy. Zabývá se v nich zejména případy mučení, neoprávněného použití zbraní bezpečnostními silami, vyvlastňování půdy, diskriminací, demolicí domů a násilí páchaného osadníky. Doposud bylo vydáno přes sto zpráv, které slouží jako informační zdroj pro novináře, výzkumníky a diplomaty.
Mezi další aktivity Be-celem patří kampaně proti trestu smrti a porušování lidských práv palestinskou samosprávou. 17. února 2005 organizace žádala palestinského prezidenta Mahmúda Abbáse, aby zrušil rozsudky smrti vynesené nad Palestinci a trest smrti obecně.

## Izrael a apartheid
Ve zprávě vydané v lednu 2021 označuje Be-celem režim státu Izrael jako apartheid. V rámci vydané zprávy vznikly k problematice webové stránky, které označení apartheid na příkladu Izraele a jeho zacházení s Palestinci bod po bodu vysvětlují. Zpráva Be-celem se setkala s bouřlivou reakcí v mediálním prostoru.

## Financování
Be-celem je nezávislá organizace financovaná z příspěvků pocházejících zejména od organizací z Evropy a Severní Ameriky, které celosvětově podporují aktivity spojené s ochranou lidských práv, ale i od jednotlivců z Izraele i zahraničí. V roce 1989 Be-celem obdržel 100 000 dolarů spojených s udělenou Carter-Menilovou cenou za lidská práva.

## Kritika
NGO Monitor, další izraelská nevládní organizace obvinila Be-celem z falšování a deformací dat a prosazování vlastního politického programu. K dalším obviněním patří používání silné až démonizující rétoriky z důvodu získání politické podpory pro Palestince. (The Economist a Jewish Telegraphic Agency ale NGO Monitor označují jako proizraelskou organizaci).
The Committee for Accuracy in Middle East Reporting in America (CAMERA) a nezisková proizraelská organizace sídlící v Bostonu jsou znepokojeny tím, že Be-celem zařazuje mezi civilní oběti i ozbrojence. To však Be-celem odmítá.
V odezvě na zprávu Be-celem z roku 2004 tvrdí Independent Media Review and Analysis (IMRA), že do statistik civilních palestinských obětí (tzn. nebojových) jsou zahrnuty i děti, které slouží palestinským ozbrojencům za živé štíty při bojích s izraelskými bezpečnostními složkami či při raketovém ostřelování Izraele. Be-celem v odezvě na tuto kritiku objasnila, že mezi civilní oběti jsou zařazeny všichni jednotlivci, kteří se přímo neúčastní boje.
The Jerusalem Post ve svém úvodníku nazval Be-celem radikální levicovou organizací deformující a falšující data.